# Tapmokjaure (Jokkmokks socken, Lappland, 739114-171413)
Tapmokjaure är en sjö i Jokkmokks kommun i Lappland och ingår i Luleälvens huvudavrinningsområde. Sjön har en area på 0,225 kvadratkilometer och ligger 294,2 meter över havet. Sjön avvattnas av vattendraget Kalluddbäcken.

## Delavrinningsområde
Tapmokjaure ingår i det delavrinningsområde (738889-171103) som SMHI kallar för Mynnar i Porsidammen. Medelhöjden är 265 meter över havet och ytan är 21,53 kvadratkilometer. Det finns inga avrinningsområden uppströms utan avrinningsområdet är högsta punkten. Kalluddbäcken som avvattnar avrinningsområdet har biflödesordning 2, vilket innebär att vattnet flödar genom totalt 2 vattendrag innan det når havet efter 143 kilometer. Avrinningsområdet består mestadels av skog (78 procent) och sankmarker (19 procent). Avrinningsområdet har 0,3 kvadratkilometer vattenytor vilket ger det en sjöprocent på 1,4 procent.